# دریاچه ژاسیل‌کول
دریاچه ژاسیل‌کول (به قزاقی: Zhasylkol Lake) یک دریاچه در قزاقستان است که در استان آلماتی واقع شده‌است.